# Hockey

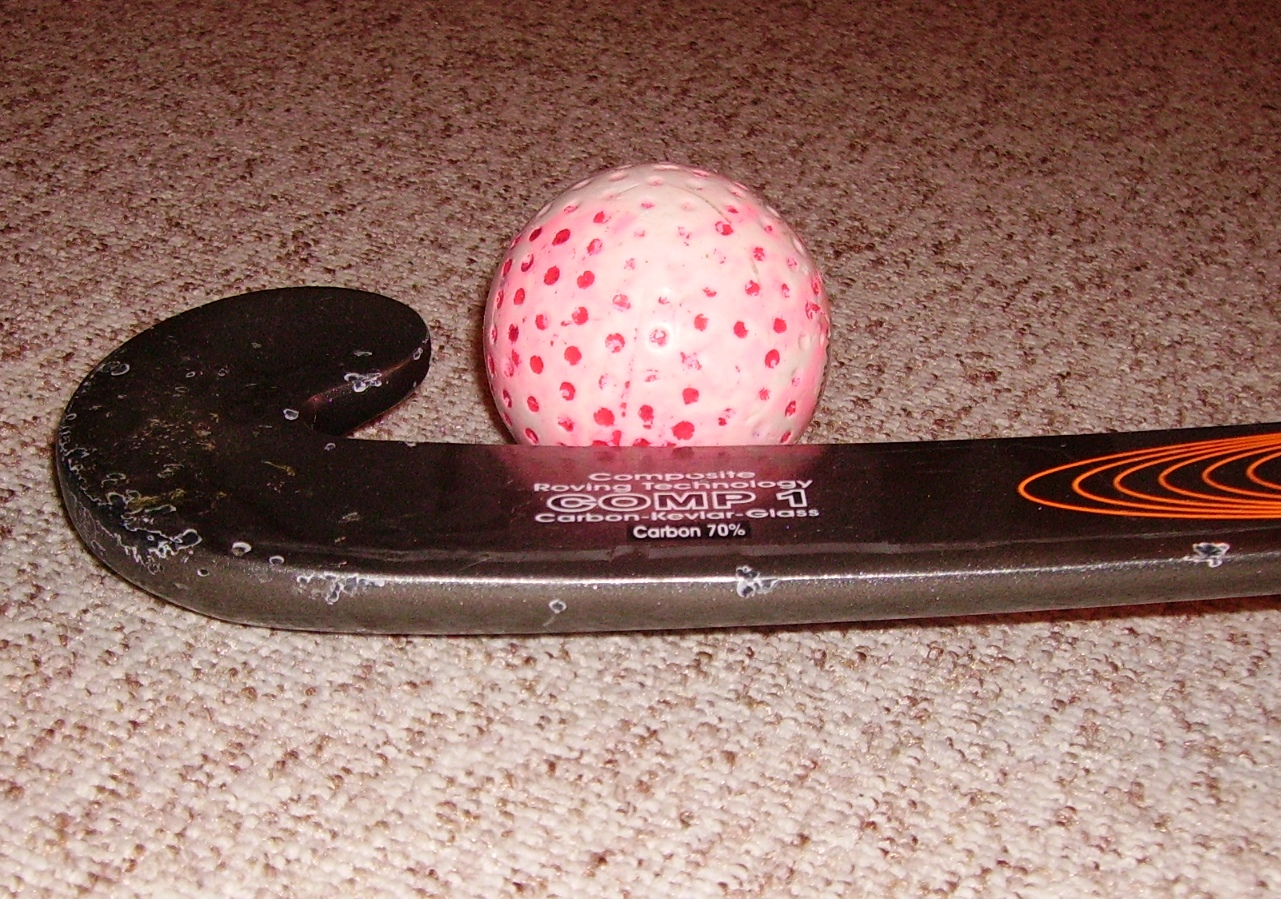
Bola y palo de hockey.

El hockey (raramente adaptado como jóquey) es una familia de deportes originada en Inglaterra a mediados del siglo XVIII en la cual dos equipos compiten para llevar una pelota de un material duro (plástico) o un disco de corcho a la portería contraria para anotar puntos con la ayuda de un bastón largo llamado "palo de hockey" (stick en inglés, bâton en francés).

## Las modalidades delhockey
Las modalidades más extendidas de hockey son las siguientes:
- Hockey sobre césped
- Hockey sobre hielo
- Hockey sobre patines
- Hockey sala.
- Floorball

## Hockeysobre césped

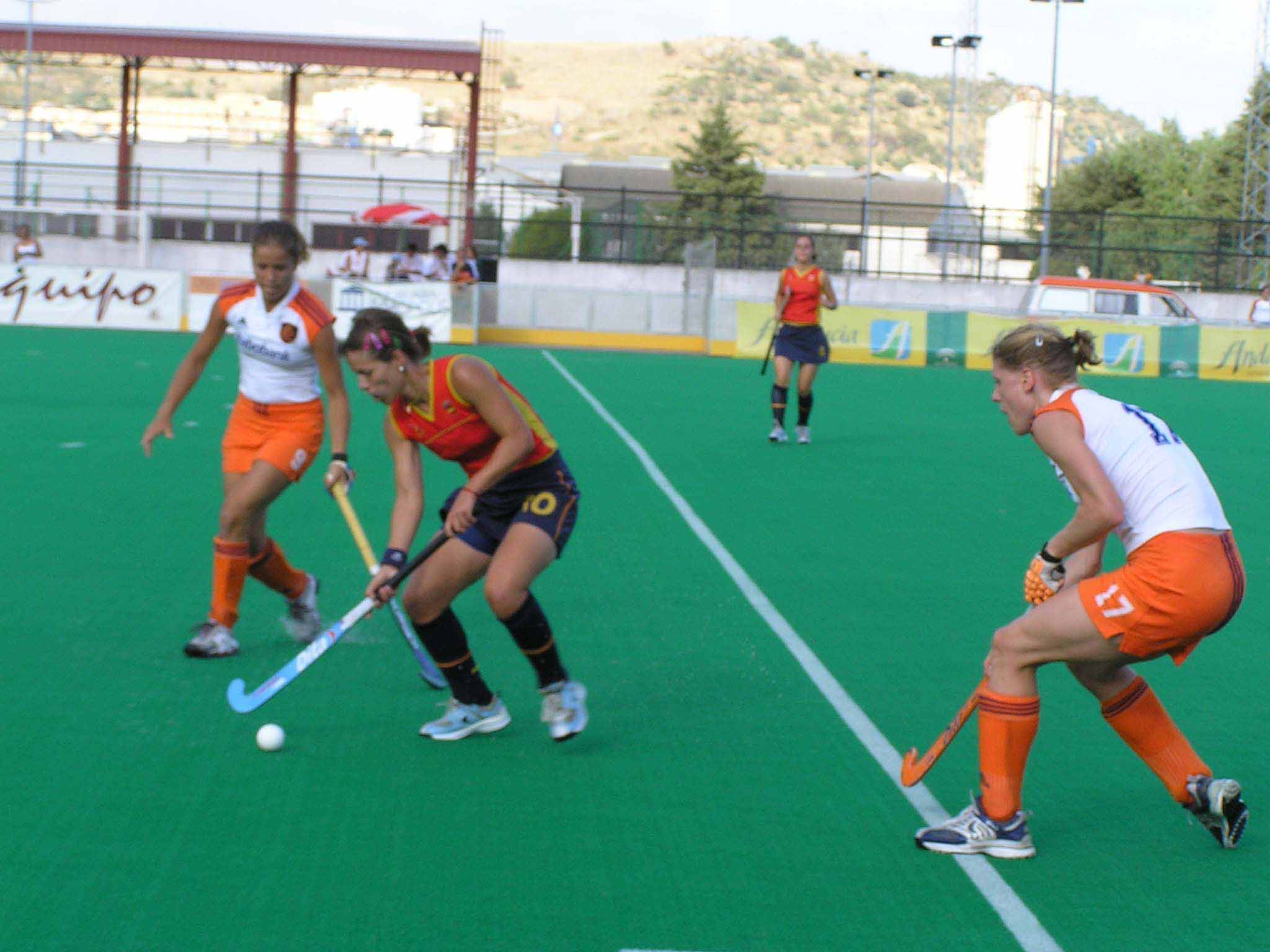
Hockey sobre hierba

Este deporte se juega sobre hierba natural o artificial, con un stick (palo), el cual posee una cara plana y una curva, con una bola hecha de etileno (Plástico macizo). Existen varias tarjetas de sanción: la verde, la amarilla y la roja. La verde suele utilizarse principalmente como una advertencia y ateniéndose a las nuevas reglas de la Federación Internacional de Hockey (FIH) conlleva dos minutos de expulsión. La amarilla obliga al jugador amonestado a salir del campo de juego por un tiempo determinado por el árbitro que lo sancione, que puede ser como mínimo cinco minutos. Este jugador, mientras esté amonestado, no puede hablarles a los árbitros ni a los demás jugadores. La tarjeta amarilla se utiliza cuando un jugador que ya tuviese verde reiterase la comisión de la falta que le causó su primera amonestación, o bien, cuando, no teniéndola, cometiera una falta grave, pero no lo suficiente como para merecer una tarjeta roja, la cual lo expulsaría.
El campo tiene un largo de 91,40 metros y un ancho de 55 metros. El largo del campo está dividido en cuatro cuartos. En las zonas extremo se encuentran las áreas de cada equipo, que tienen forma de semicírculo con un radio de 14,63 metros. Además existe una zona marcada con una línea discontinua a 5 metros fuera del área. Cuando existe una falta en ataque en esta zona, todos los jugadores tanto atacantes como defensores deben ubicarse a al menos cinco metros de la zona de ejecución de la falta. Fuera de esta zona solo el equipo defensor deberá ubicarse a al menos 5 metros de distancia. Las faltas intencionales dentro del área y las faltas que evitan directamente un gol, serán sancionadas con un penal. Las faltas dentro del área no intencionales y las faltas intencionales dentro de la zona de 23 metros serán sancionadas con un corner corto. En esta jugada participan cinco jugadores del equipo defensor, y los jugadores necesarios del equipo oponente.
Mientras que la cara plana del palo se utiliza para poder detener, pasar y golpear la bola, la utilización de la cara curva del palo está prohibida. El palo se lleva con la mano izquierda en el extremo, y la mano derecha en el medio (para sostener el palo). Su táctica se asemeja a la del fútbol. Para que un gol sea válido un delantero debe golpear la bola dentro del área (semicírculo).
La duración del partido es de cuatro cuartos de 15 minutos con 2 minutos de descanso. Salvo entre el 2do y 3er cuarto son 5 minutos, controlados por cuenta regresiva, de modo que cuando fuese necesario, se puede detener. Además, en el hockey sobre césped se pueden realizar tantos cambios de jugadores como sean necesarios, pudiendo un mismo jugador salir y reingresar.
Por otra parte, el penal y el corner corto o penalty corner son las únicas jugadas que no se detienen cuando concluye el tiempo de juego. Es decir, aún con el tiempo cumplido, el partido no termina hasta que no se efectúe el tiro de penal, o si fuese un corner corto, hasta que haya gol, la bola salga de las cinco yardas que rodean el área o se produzca un nuevo córner corto (que se deberá jugar a iguales condiciones que el anterior). Los jugadores que no realizan el saque deben mantenerse cinco yardas por delante o por detrás de la bola, y el que realiza el saque no puede tocar dos veces seguidas la pelota.
El hockey sobre césped es una disciplina olímpica. Actualmente el campeón mundial en varones es Alemania, quien también es primero en el ranking mundial de países, y el campeón olímpico de Río 2016 es Argentina, llegando por primera vez a una final, ganándole la semifinal a Alemania 5 2 y la final a Bélgica 4 2, mientras que en la versión femenina, las campeonas olímpicas son las inglesas y las campeonas mundiales Las Leonas Selección Femenina de Hockey sobre césped de Argentina.
Además en el hockey de hierba hay diferentes tipos de sticks (palos de hockey), que unos son más anchos que otros dependiendo de la preferencia del jugador y siempre ateniéndose al reglamento de sticks.
Hay 2 variedades de "pelotas". Esta el puck que es un disco de corcho (casi siempre es negro) y una pelota con agujeros que esa es para principiantes que aun no saben jugar.

## Hockeysobre hielo

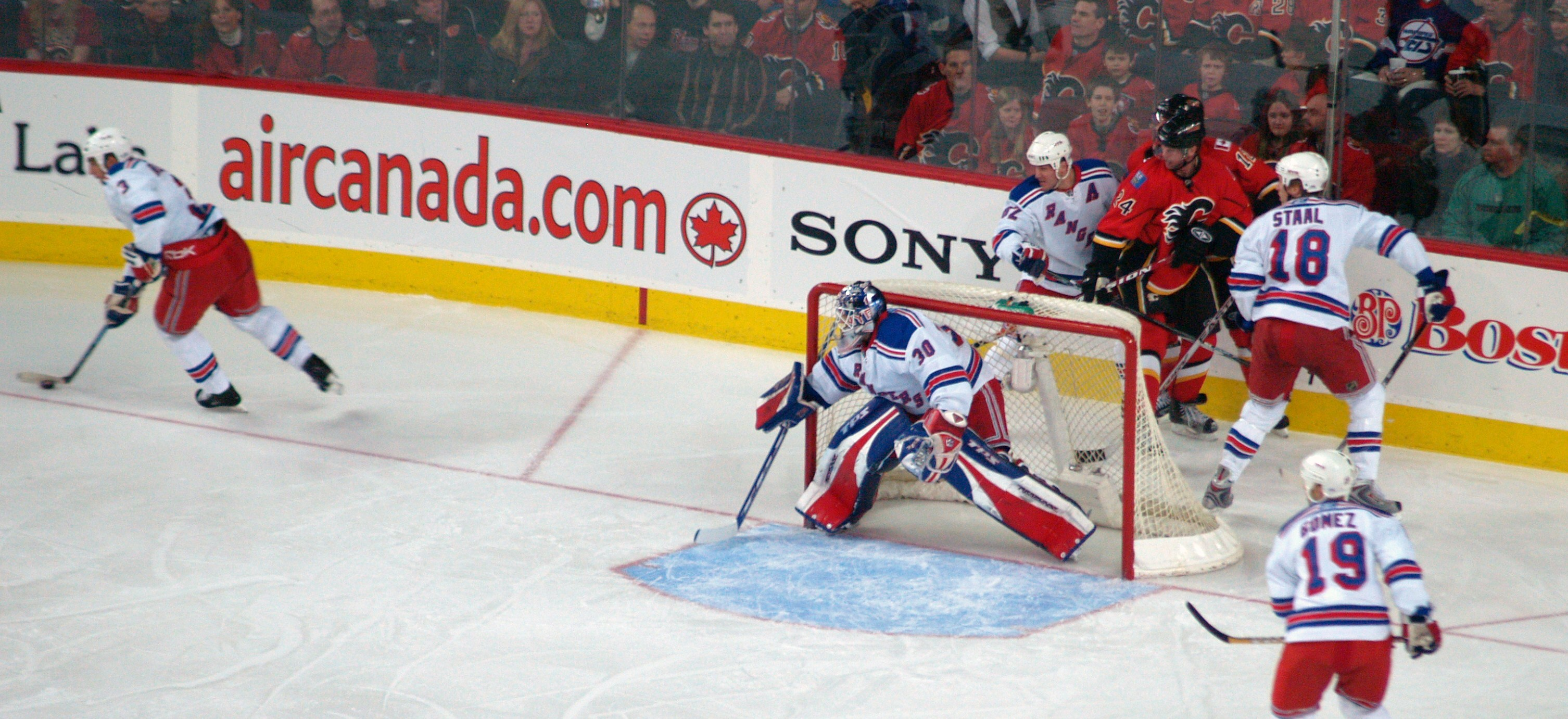
Hockey sobre hielo

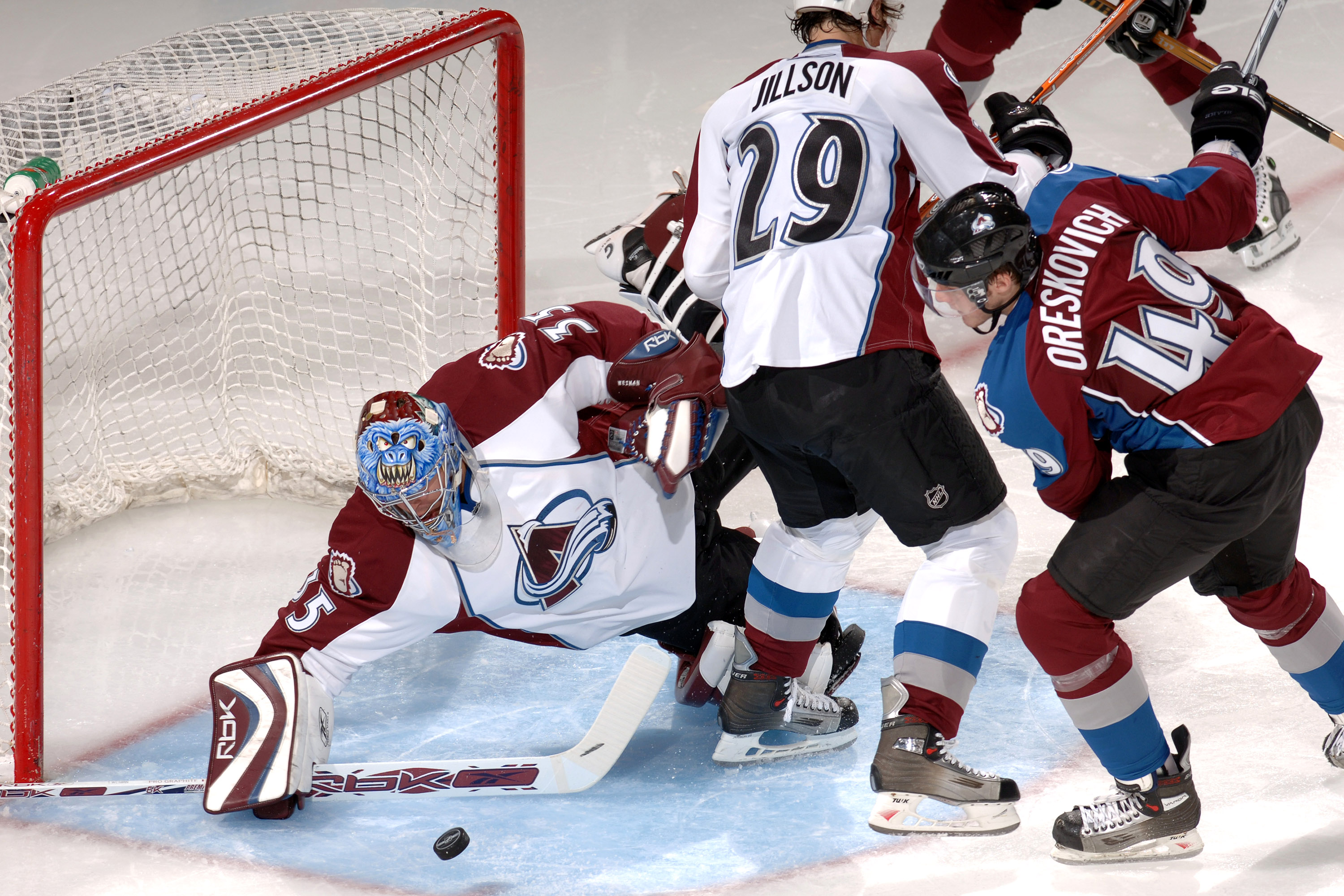
Un portero (goalie, gardien) trata de efectuar una parada.

Jugado sobre dicho terreno con un disco de caucho duro (puck en inglés y rondelle en francés) con la ayuda de patines con cuchillas para el hielo.
Los jugadores pueden controlar el disco usando un bastón largo con una lámina curvada en un extremo (llamado palo de hockey o stick en inglés, bâton en francés), logrando golpear el disco con el pie, salvo para meter gol. Si el disco está en el aire, los jugadores pueden tocar el disco con la mano abierta para situarla en el suelo.
Normalmente se juega con un portero y cinco jugadores de campo: dos defensores (defense, défenseur), dos alas (right wing, allier droit y left wing, allier gauche), y un central (center, centre). El portero utiliza equipo protector especial y se coloca frente a la red, permitiendo inmovilizar el disco con sus manos, bastón, o el cuerpo. 
Dada la intensidad de este deporte, se permiten la sustitución de jugadores continuamente durante el juego. Al ser un deporte de mucho contacto físico, donde se suceden los choques entre jugadores (hits o body checks en inglés, coup o mise en échec en francés), se ha ganado la reputación de violento entre el público en general. Las peleas (fightings en inglés, bagarre en francés) no están permitidas pero cuando suceden los árbitros las detendrán cuando tengan la oportunidad, al terminar la pelea los árbitros deciden las sanciones debidas para cada jugador que participó en la pelea; ya había establecidos en Canadá varios equipos o clubes y ligas. Se cree que este deporte se jugó por primera vez en Estados Unidos en 1893. A comienzos del siglo XX el juego se había extendido a Europa. Hoy el Hockey sobre hielo se práctica en más de 30 países, sobre todo en Estados Unidos, Escandinavia y la antigua URSS. Es el deporte nacional de Canadá.
Juego lleno de acciones de gran dureza, el hockey sobre hielo está considerado como uno de los deportes más rápidos. Se juega sobre hielo natural o artificial en una pista con unas dimensiones estándar de 61 m por 25,5 m con los ángulos rematados. La pista está rodeada por una valla de unos 1,22 m de alto. Dos porterías de 1,22 m de alto por 1,83 m de ancho están situadas en los extremos de la pista a no más de 4,57 m de los límites de la misma. La zona de juego está dividida por dos líneas azules en tres áreas iguales. Una línea roja divide la pista por la mitad. La zona más cercana a la portería de un equipo es la zona de defensa, la zona central se llama zona neutral y la zona más alejada de la portería es la zona de ataque. La pista tiene cinco círculos de enfrentamiento, cada uno con un radio de 4,6 m, uno en el centro y dos en cada zona de defensa cada partido está dividido en tres períodos de 20 minutos cada uno.

## Hockeysobre patines

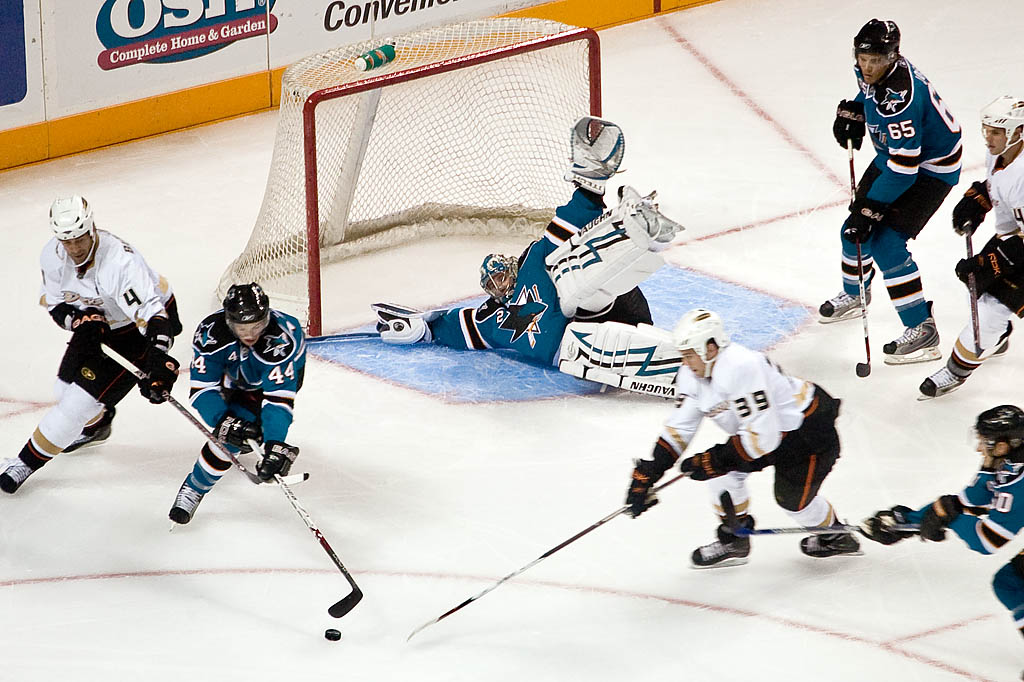
Partido de hockey.

El hockey sobre patines o hockey patín es un deporte que se disputa entre dos equipos de cinco jugadores (cuatro jugadores de pista y un portero), con dos porterías, en una pista cerrada por una valla con las esquinas redondeadas o con forma de pico. Los jugadores llevan patines de cuatro ruedas con un freno (paralelas) y utilizan una chueca o stick o palo de madera con forma curva para conducir una pelota de caucho con corcho comprimido.
Actualmente, la Selección de Hockey patines de España está considerada la mejor del mundo, habiendo ganado 17 campeonatos del mundo en esta modalidad.
La persona a la que se suele asignar la creación del hockey sobre patines a finales del siglo XIX en Inglaterra es el estadounidense Edward Crawford, que introdujo una adaptación del hockey sobre hielo que podía jugarse sobre un suelo de madera llamado "parquet" o sobre asfalto.
En 1924 se creó la Federación Internacional de Patinaje, que regula tanto este deporte como el patinaje artístico, el patinaje de velocidad y el hockey en línea. Los países fundadores fueron Inglaterra, Suiza, Alemania y Francia. El primer campeonato mundial se realizó en 1926.
Si bien a fines del siglo XIX ya se había expandido su práctica por casi toda Europa continental, en las primeras décadas del siglo XX se comenzó a practicar en Latinoamérica.
En España, el primer equipo que se federó, el 3 de septiembre de 1936, fue a la Federación Catalana de patinaje, el equipo de un pequeño pueblo al sur del Vallés Occidental, a Sardañola del Vallés (Barcelona), el equipo Cerdanyola CH.
Es una disciplina dentro del hockey, la cual se juega en un campo de cemento bien lustrado y con patines. Se usa el tradicional palo de hockey para llevar la bola.
Las sanciones en forma de tarjeta son: azul y rojo. La azul lleva una expulsión de dos minutos y medio, y una falta directa para el equipo contrario; si en el tiempo de expulsión del jugador el equipo contrario mete un gol, este se podrá incorporar al partido. La tarjeta roja conlleva al equipo a jugar el resto del partido con 3 jugadores, dado que son 4, más el portero; 
jugador que sea sancionado con esta tarjeta no podrá jugar el siguiente partido.

## Floorball

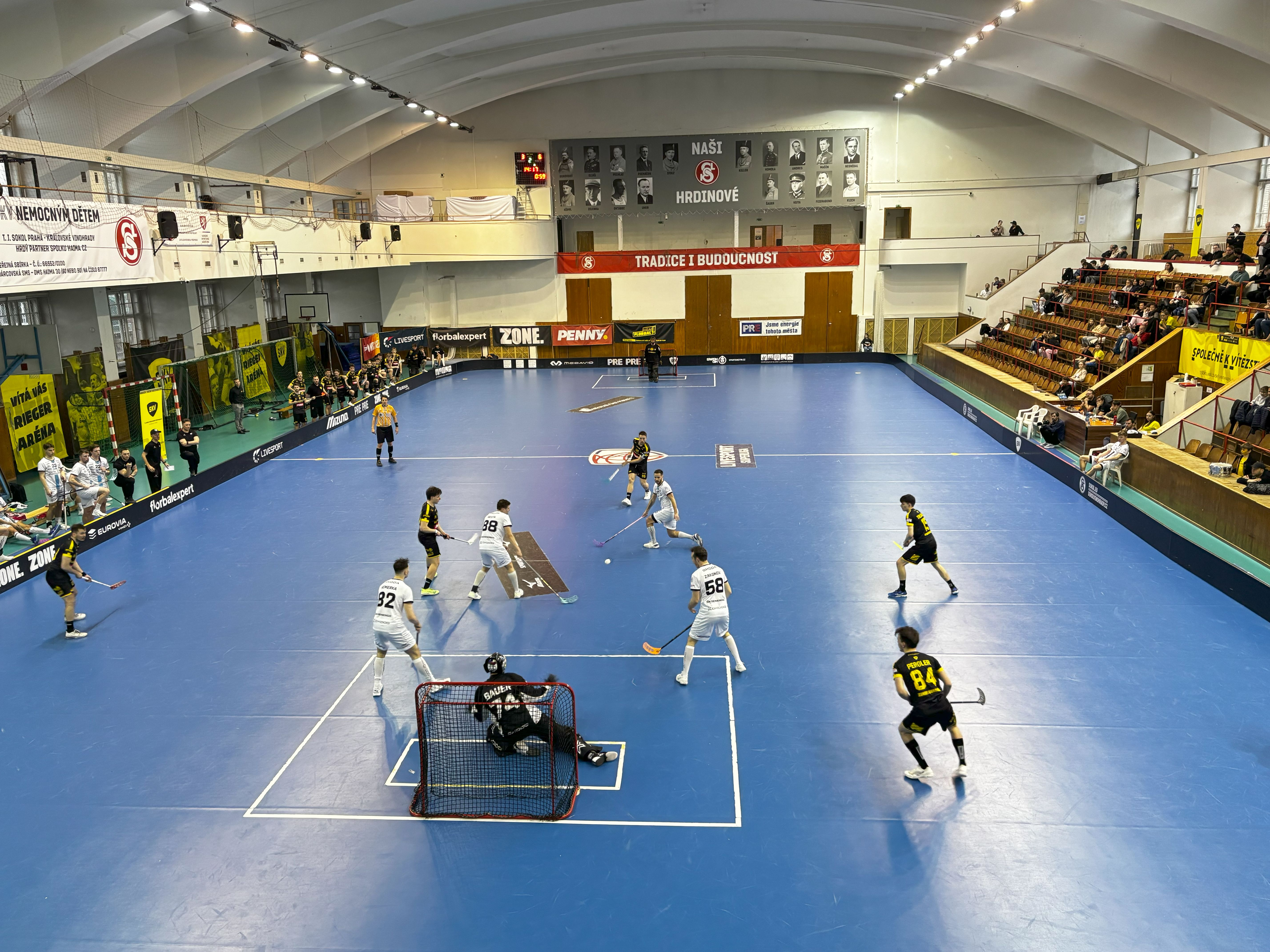
Partido de Floorball

El floorball es otro tipo de Hockey, jugado en pista de pabellón, y con el único accesorio (el stick, normalmente de fibra de carbono). La pelota es plástica, hueca y con agujeros. Se inició en los años 60, sobre todo en los países nórdicos, donde hay una gran afición (destacan Suecia y Finlandia). Cada dos años se celebran los Mundiales, y en España y otros países del sur de Europa se considera un deporte minoritario, si bien está en crecimiento actualmente, debido a su dinamismo de juego.

## Mantenimiento de los palos dehockey
Después de un partido o un entrenamiento es fundamental que el palo se seque en forma natural, es decir verticalmente con su parte inferior en una habitación alejada de las fuentes de calor artificiales. No es conveniente que el palo permanezca en la funda, baúl del coche, etc., ya que esto deteriora la madera produciendo descamación, principalmente en los palos laminados. El agua es el principal enemigo de los palos ya que altera las propiedades de la madera. Apenas se note que los refuerzos que contrarrestan el desgaste prematuro van desapareciendo dejando la madera al descubierto, deben rápidamente tomar la decisión de mandar a renovar dichas protecciones ya que esto acorta enormemente la vida útil del palo. Existen diferentes materiales como el Epoxi (plásticos) que disminuyen el desgaste de la pipa o “banana” del palo que vienen insertos a manera de integración de las laminas en algunas marcas de palos. Es importante colocar cinta en la faja del palo a los efectos de limitar el desgaste que genera una superficie como el césped sintético.

## Roturas
En general, los palos de hockey son extremadamente fuertes y confiables, teniendo en cuenta las características del juego. Si el palo tiene un defecto inherente, esto se notará apenas se comience a usarlo (primeros 30 días). En estos casos no cabe lugar a dudas de que el palo estaba fallado. Otro aspecto a tener en cuenta es cuando se nota que al hacer un golpe cambia el sonido del palo según el golpe, (hace un ruido menos compacto) podemos estar en presencia de una fisura. Esto generalmente sucede en palos con determinado ahora.

## Otras formas dehockey

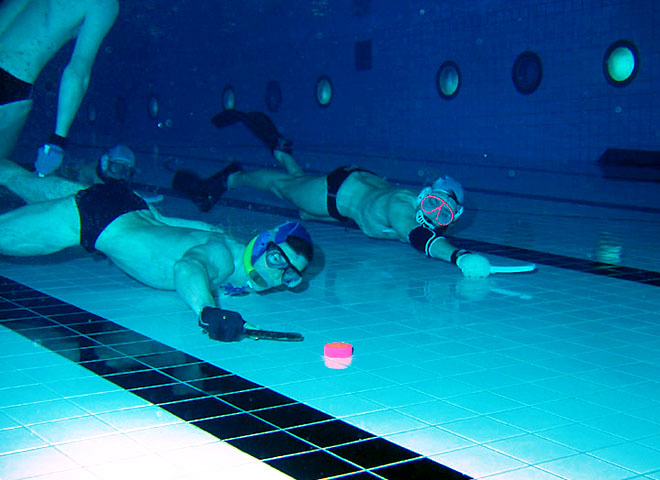
Hockey subacuático

Otros estilos derivados del Hockey o sus predecesores incluyen los siguientes:
- Bandy es similar al hockey sobre hielo, pero se juega con una pelota en una pista similar en dimensiones a un campo de fútbol.
- Broomball se juega en una cancha de hockey sobre hielo.
- 3v3 Floorball es una modalidad del Floorball donde se juega en una pista más pequeña, y se cambian algunas normas, como la posibilidad del portero de marcar gol directamente.
- Hockey sala jugado en pabellones polideportivos o pistas de parquet o baldosas, pero sin patines. En él el stick se llama bastón y cambia un poco (es más fino y curvado).
- Hockey de aire jugado sobre una mesa especial, y solo para dos jugadores.
- Hockey con pelota muy similar al hockey sobre hielo pero se usa una pelota en lugar del puck. Se puede jugar en una pista de hockey sobre hielo o en las calles.
- PelotaEscoba es jugado en una pista de hockey sobre hielo, pero con una pelota en vez de un puck y una escoba (en realidad un stick con un implemento plástico en la punta) en lugar del stick de hockey. En vez de usar patines con cuchillas, se utilizan zapatos especiales con suelas muy blandas de goma para maximizar la adherencia.
- Hockey burbuja es jugado en una mesa de plástico sellada con los "jugadores" siendo movidos con el uso de palancas.
- Hockey de pies es jugado usando pelotas de tenis peladas y usando solo los pies. Es popular en escuelas primarias en invierno.
- Hockey de gimnasio es una variedad de hockey hielo jugada en un gimnasio.
- Hurling es un juego irlandés.
- Hockey sala es una variante del hockey bajo techo.
- Hockey sobre patines en línea, jugado idealmente en una pista bajo techo con superficie plástica o en una pista exterior de cemento, con un puck plástico. Se utilizan patines en línea y suelen practicarlo los jugadores de hockey sobre hielo para entrenar cuando no hay una pista de hielo disponible. Es más veloz que el Hockey sobre patines dobles, y se permite más contacto físico.
- Mini hockey es una forma de hockey jugada en sótanos de las casas. Los jugadores se arrodillan y usando un stick de plástico en miniatura, usualmente de 38 cm de largo, y una pelota pequeña de color azul o un puck blando cubierto de tela. Se dispara en arcos de miniatura también.
- Powerchair hockey es una forma de hockey para personas con sillas de ruedas eléctricas.
- Ringette es una variante diseñada para jugadoras, y se utiliza un stick recto y un anillo de goma en vez de un puck.
- Rinkball es un deporte de equipos escandinavo, jugado en una superficie de hielo con una pelota.
- Hockey de calle es una versión de hockey sobre hielo jugada típicamente en calles residenciales con o sin patines en línea, en el pavimento. Los partidos son normalmente informales, sin referís y sin vestimentas distintivas. Debido a que el juego se desarrolla en el medio de la calle, puede ser interrumpido por el tráfico, en cuyo caso alguien grita "auto" y los jugadores se desplazan fuera de la calle para permitir el paso del vehículo.
- Hockey de mesa es jugado encima de una mesa.
- Hockey subacuático es jugado en el fondo de una piscina de natación.
- Hockey playa. Se juega sobre arena de playa.
- Hockey 5. Es un formato reducido del hockey sobre césped tiene cinco jugadores por equipo
- Hockey de Seven. Es un formato reducido del hockey sobre césped tiene siete jugadores por equipo.
- Hockey 9. Es un formato reducido del hockey sobre césped tiene nueve jugadores por equipo.
- Roller hockey es una categoría que incluye dos deportes: Hockey sobre patines en línea y Hockey sobre patines.
- Shinny es una versión informal de hockey sobre hielo.
- Shinty es un juego escocés.
- Skater hockey es una variante de hockey sobre patines en línea, jugado con una pelota.
- Sledge hockey es una forma de hockey sobre hielo jugado por discapacitados motrices. Los jugadores se sientan en trineos, y se empujan con picos en la base de sus palos de Hockey.
- Spongee es una mezcla entre hockey sobre hielo y broomball y es popular en Manitoba, Canadá. El stick y el puck son usados como en el hockey, siendo el puck una versión más blanda llamada "puck de esponja", y se usan los mismos zapatos de suela blanda que en el broomball. Las reglas son básicamente las mismas que en el Hockey sobre hielo, pero una de las variantes tiene un jugador extra llamado "rover".